# Choszczówka Dębska
Choszczówka Dębska – wieś sołecka w Polsce położona w województwie mazowieckim, w powiecie mińskim, w gminie Dębe Wielkie.
W latach 1975–1998 miejscowość administracyjnie należała do województwa siedleckiego.
Wierni Kościoła rzymskokatolickiego należą do parafii św. Józefa Opiekuna Świętej Rodziny w Choszczówce Stojeckiej.

## Demografia
W 2011 roku wieś zamieszkiwało 100 osób. W 2020 ich liczba wyniosła 92.